# Женив
Женив (укр. Женів) — село в Глинянской городской общине Львовского района Львовской области Украины.
Население по переписи 2001 года составляло 246 человек. Занимает площадь 0,692 км². Почтовый индекс — 80721. Телефонный код — 3265.